# آرثر هولاند
آرثر هولاند (بالإنجليزية: Arthur Holland)‏ هو عسكري وسياسي بريطاني، ولد في 13 أبريل 1862، وتوفي في 7 ديسمبر 1927. حزبياً، نشط في حزب المحافظين. في الانتخابات العامة في المملكة المتحدة 1924 ‏، انتخب عضو برلمان المملكة المتحدة الـ34 عن دائرة Northampton (UK Parliament constituency) ‏ (29 أكتوبر 1924 – 7 ديسمبر 1927).